# Ivanivka (Heikivka), Krîvîi Rih
Ivanivka (în ucraineană Іванівка) este un sat în comuna Heikivka din raionul Krîvîi Rih, regiunea Dnipropetrovsk, Ucraina.

## Demografie
Componența lingvistică a localității Ivanivka
     Ucraineană (93,75%)
     Rusă (6,25%)
Conform recensământului din 2001, majoritatea populației localității Ivanivka era vorbitoare de ucraineană (93,75%), existând în minoritate și vorbitori de rusă (6,25%).